# Rue Joseph-Lakanal (Toulouse)
Pour les articles homonymes, voir Rue Lakanal.
La rue Joseph-Lakanal (en occitan : carrièra de Josèp Lakanal) est une voie de Toulouse, chef-lieu de la région Occitanie, dans le Midi de la France.

## Situation et accès

### Description
La rue Joseph-Lakanal est une voie publique. Elle se trouve dans le quartier Capitole.
Cette rue relativement étroite dans sa première partie, large de seulement 5 à 7 mètres, naît perpendiculairement à la rue Léon-Gambetta. Elle suit un parcours rectiligne, orienté au nord-est, jusqu'au croisement avec la place des Jacobins et l'allée Maurice-Prin, qu'elle reçoit à gauche, au pied du chevet de l'église du couvent des Jacobins. Dans sa deuxième partie, la rue change d'orientation, au nord, et s'élargit à 8 mètres. Elle donne naissance à la rue des Jacobins, puis se poursuit jusqu'à la rue Pargaminières où elle se termine.
La chaussée compte une seule voie de circulation automobile, en sens unique, de la rue Pargaminières vers la rue Léon-Gambetta. Elle appartient à une zone de rencontre et la circulation y est limitée à 20 km/h. Il n'existe ni bande, ni piste cyclable, quoiqu'elle soit à double-sens cyclable.

### Voies rencontrées
La rue Joseph-Lakanal rencontre les voies suivantes, dans l'ordre des numéros croissants (« g » indique que la rue se situe à gauche, « d » à droite) :
1. Rue Léon-Gambetta
2. Place des Jacobins (g)
3. Allée Maurice-Prin (g)
4. Rue des Jacobins (d)
5. Rue Pargaminières

### Transports
La rue Joseph-Lakanal n'est pas directement desservie par le réseau de  transports en commun Tisséo. Elle se trouve cependant à proximité de la rue Jean-Antoine-Romiguières et de la rue Léon-Gambetta, toutes les deux parcourues par la navette Ville. La station de métro la plus proche est la station Capitole, sur la ligne de métro .
La station de vélos en libre-service VélôToulouse la plus proche est la station no 12 (66 rue Pargaminières).

## Odonymie

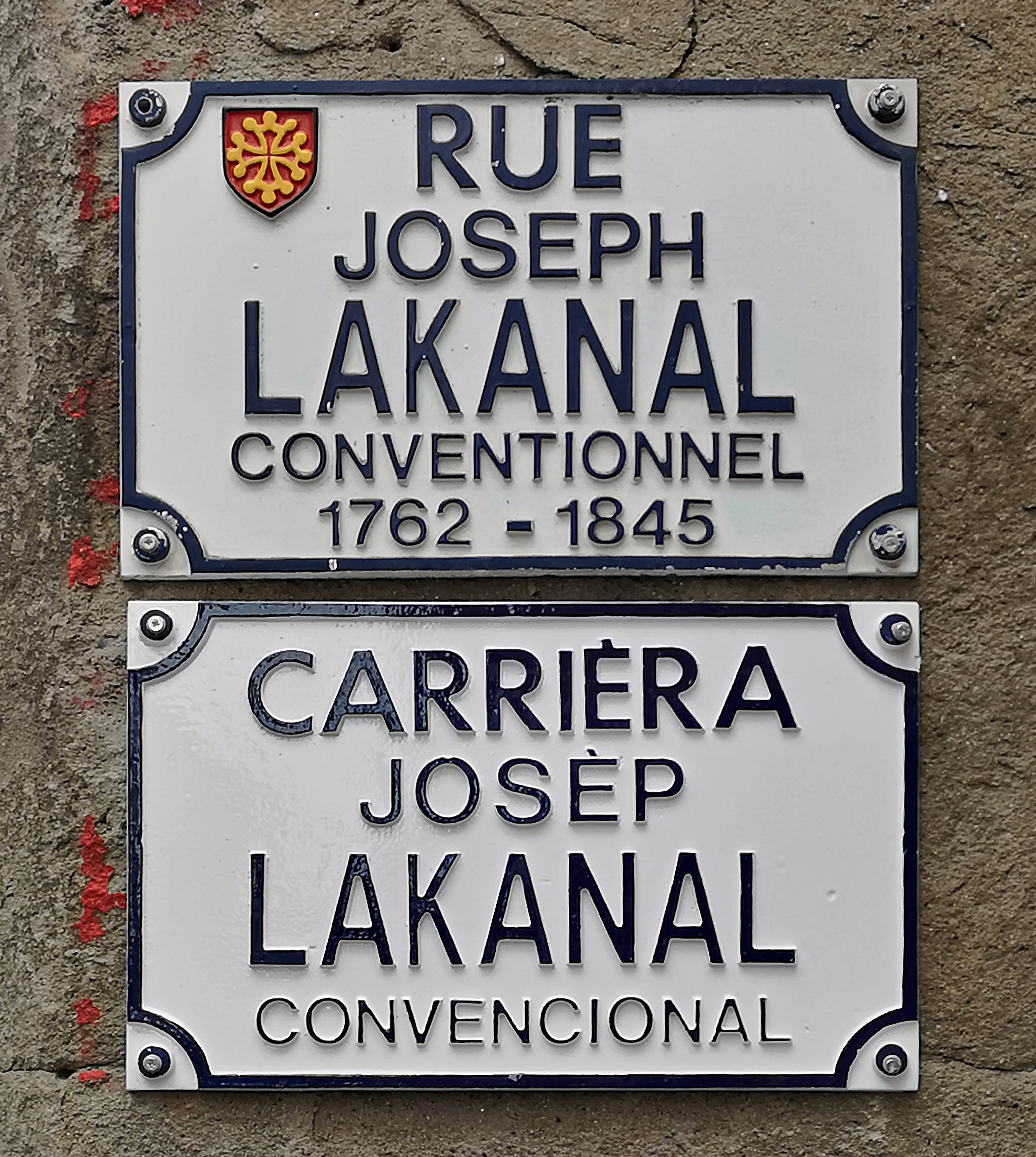
Plaques de rue en français et en occitan.

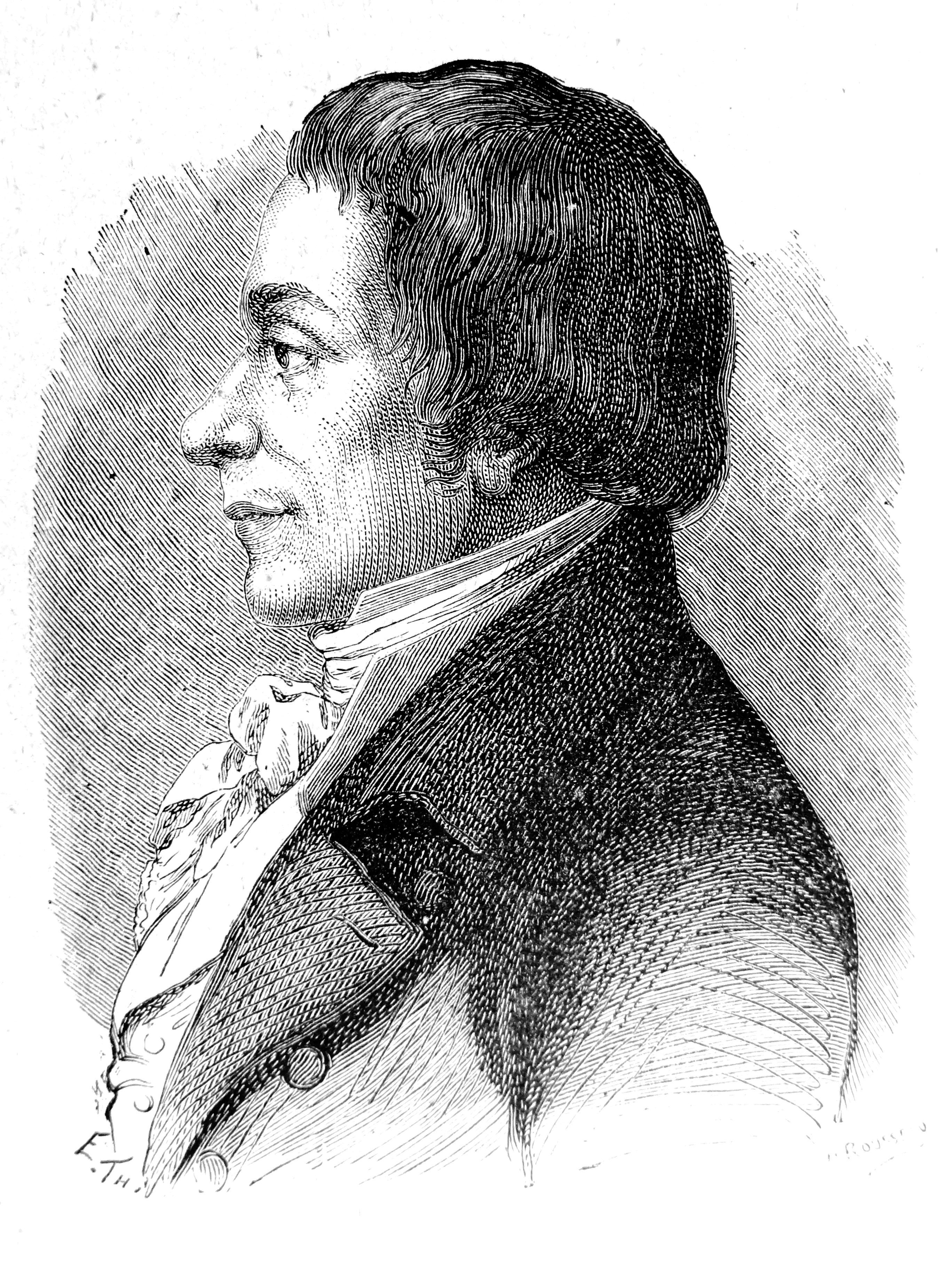
Portrait de Joseph Lakanal.

La rue a reçu en 1887 le nom de Joseph Lakanal (1762, Serres-sur-Arget - 1845, Paris),. Ce jeune Ariégeois, éduqué au collège des Doctrinaires de Toulouse, le collège de l'Esquile, fut ensuite professeur de rhétorique et de philosophie pour les Doctrinaires. Il fut député de l'Ariège à la Convention, où il siégea parmi les Montagnards. Membre du Comité de l'Instruction publique de la Convention en 1793, il resta intéressé par les questions d'éducation et contribua au développement de l'instruction publique. Il fit ainsi voter la création d'écoles primaires en 1794 et celles des écoles normales en 1795. Réélu au Conseil des Cinq-Cents sous le Directoire, il propose la fondation d'un Institut national.
Au début du XIIIe siècle, les mentions les plus anciennes de la rue la désignent comme la rue Bretonnières (carraria Britoneriis en latin médiéval, carrièra de Bretonieras en occitan), sans qu'on puisse en expliquer l'origine, mais il se conserva tout de même jusqu'au XVIe siècle. Dès le milieu du XIIIe siècle, on lui donnait aussi le nom de rue des Prédicateurs ou des Prêcheurs (predicators en occitan), qu'elle devait à la proximité du couvent des dominicains ou « frères prêcheurs », qui s'était établi à cet emplacement depuis 1229. Les dominicains prirent le surnom, en France, de « jacobins », car ils s'étaient installés, en 1258, dans l'hospice de Saint-Jacques-le-Majeur de Paris, qui était ensuite devenu leur couvent : c'est pourquoi on rencontra également ce nom de rue des Jacobins à partir du milieu du XVIe siècle. Au milieu du siècle suivant, on le trouvait encore, mais aussi celui de rue des Jésuites, car leur collège toulousain avait été installé dans les bâtiments de l'hôtel de Bernuy, entre la rue des Argentiers (actuelle rue Léon-Gambetta) et la rue Joseph-Lakanal. Le grand portail du collège avait d'ailleurs été ouvert dans cette rue en 1605 (actuel no 3). Après l'expulsion des Jésuites en 1762 et la transformation de leur collège en collège royal, la rue prit naturellement le nom de rue du Collège-Royal, qu'elle perdit en 1794 à la Révolution pour devenir la rue des Écoles-des-Vertus. En 1806, après la refondation de l'enseignement et la création des lycées impériaux, la rue devint la rue du Lycée, puis redevint rue du Collège-Royal sous la Restauration. Sous le Deuxième République, elle reprit le nom de rue du Lycée, qu'elle conserva jusqu'en 1890.

## Histoire
Au Moyen Âge, la rue des Prédicateurs appartient aux deux capitoulats de la Daurade et de Saint-Pierre-des-Cuisines, qui ont pour limite l'ancien rempart gallo-romain (emplacement des murs mitoyens entre les actuels no 20 et 22, 9 et 11). Cette vieille muraille avait été abandonnée et tombait en ruine, depuis l'extension et la fortification du bourg autour de Saint-Sernin, mais son tracé servait encore de limite entre la cité et le bourg, et donc entre les capitoulats.
Sur le côté ouest de cette rue se trouve l'ancien hôtel Bernuy, devenu le Collège Royal, et après la Révolution, le Lycée. Dans ses dépendances on installa alors, dans de nouvelles constructions, le Cabinet d'histoire naturelle, qui a été joint au Muséum du Jardin des Plantes en 1865, la Faculté des sciences, transférée sur les allées Saint-Michel (actuelles allées Jules-Guesde) en 1889-1892, et la Bibliothèque de la Ville. Celle-ci a été fondée par Loménie de Brienne, en 1786, à partir de la bibliothèque du Collège Royal, formée en 1762 avec le fonds de celle des Jésuites. C'est dans le local de l'ancien Collège qu'on installa, en 1790, la Société des Amis de la Constitution, et en 1800 la Salle des Droits de l'Homme.
Après l'impasse des Jacobins, s'étendaient les dépendances du couvent des Jacobins et quelques masures, qui ont fait place à de belles constructions sous le Premier Empire. Sur le côté est, les dépendances du collège de Mirepoix étaient bordées sur la rue par des habitations d'artisans.

## Patrimoine et lieux d'intérêt

### Couvent des Jacobins
- no  5 : église du couvent des Jacobins.  Classé MH (1840, église)[5]. 
L'église, en brique, est caractéristique de l'architecture gothique méridionale, qui se développe dans le Midi toulousain aux XIIIe et XIVe siècles. Une première église est construite à partir de 1230, lorsque les dominicains, à l'étroit dans leur couvent de la rue Saint-Rome (emplacement des actuels no 24-28), bénéficient d'une donation de terrains inoccupés. L'église est agrandie par la construction d'un nouveau chevet entre 1245 et 1252, surélevé vers 1275. Une nouvelle nef à deux vaisseaux est construite entre 1324 et 1336. L'église est finalement consacrée le 22 octobre 1385. L'architecture est austère : les élévations sont scandées par d'épais contreforts entre lesquels s'insèrent de grands arcs brisés, percés de fenêtres à trois lancettes. Trois chapelles prolongent l'édifice à l'est[6].

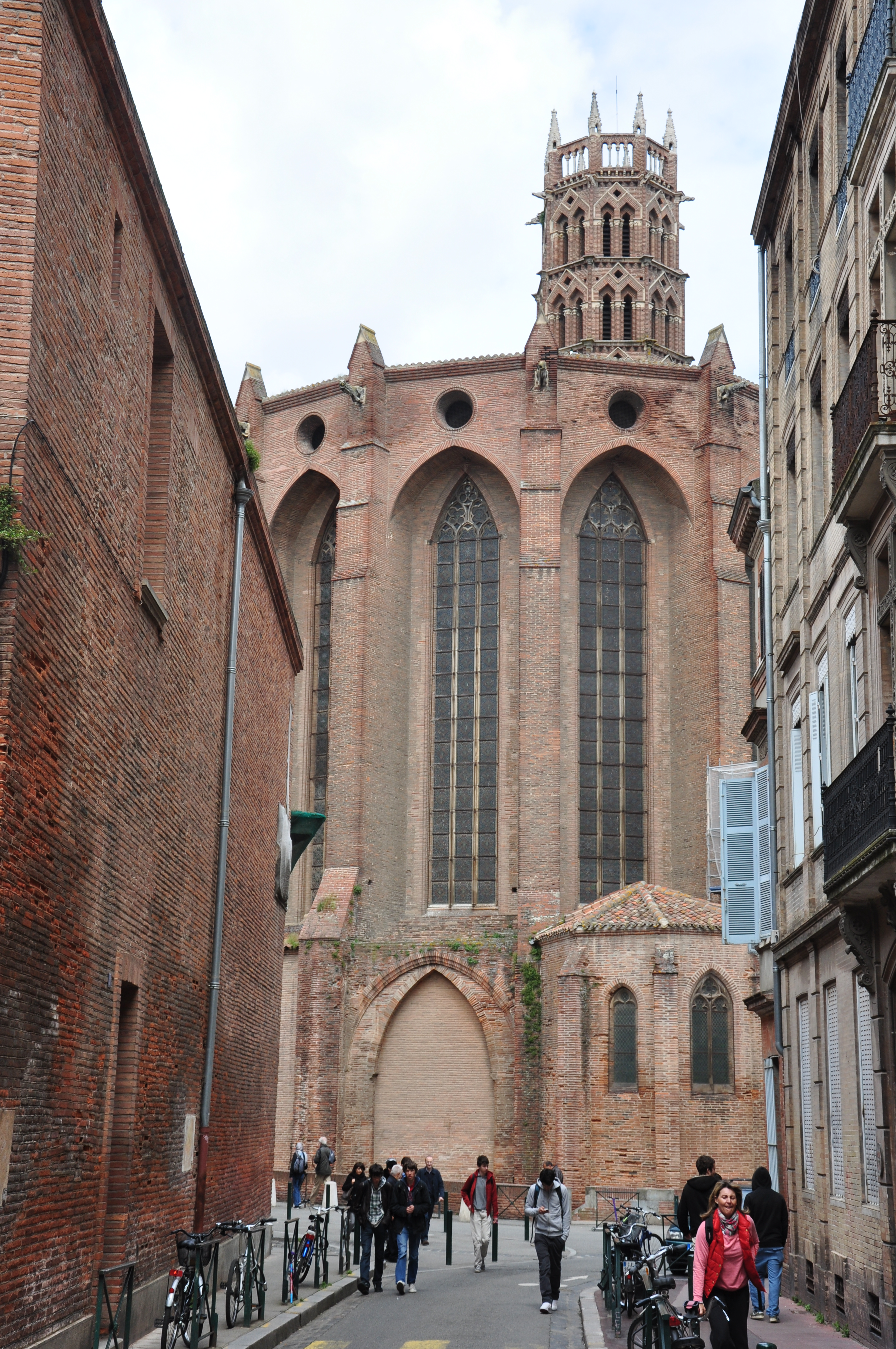
Le chevet de l'église dans l'axe de la rue.
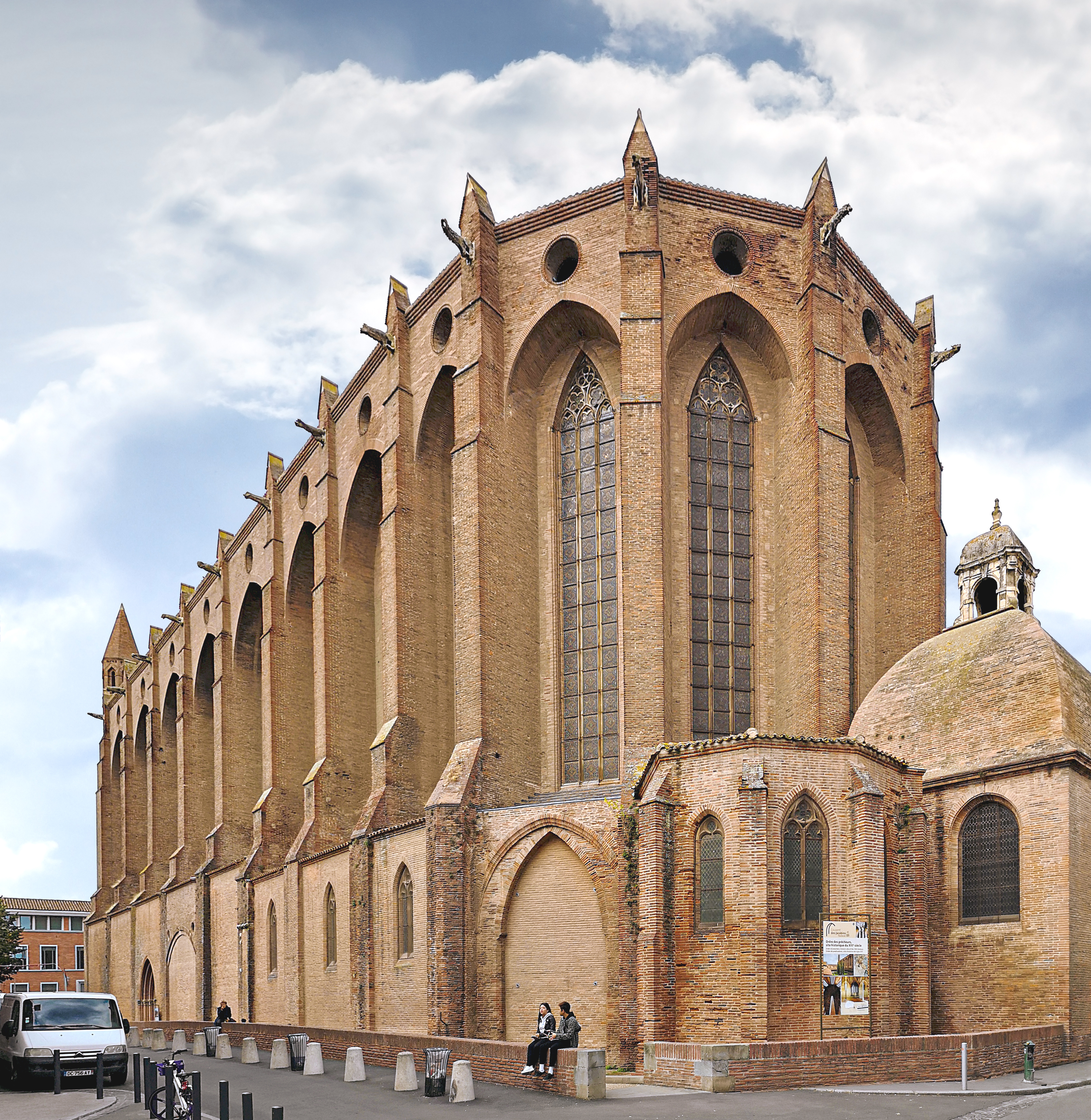
La nef de l'église.
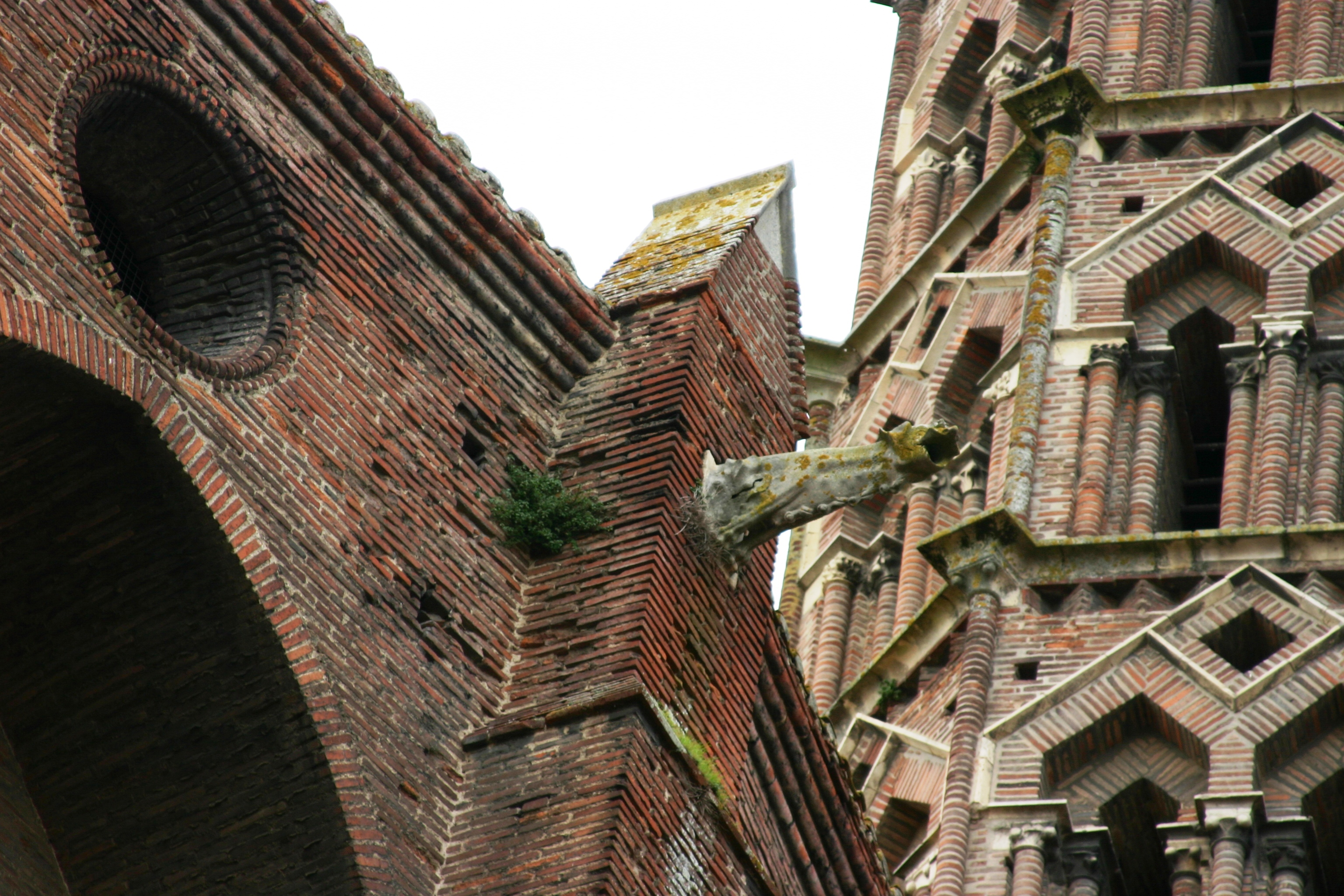
Une gargouille du chevet et le clocher de l'église.

### Collège Pierre-de-Fermat
- no  1-3 : hôtel de Bernuy (1504-1534) ; collège de Jésuites (milieu du XVIe siècle) ; lycée de garçons (1808), puis collège Pierre-de-Fermat.  Inscrit MH (2007, portail de l'ancien collège, y compris ses deux vantaux de bois)[7],[8].

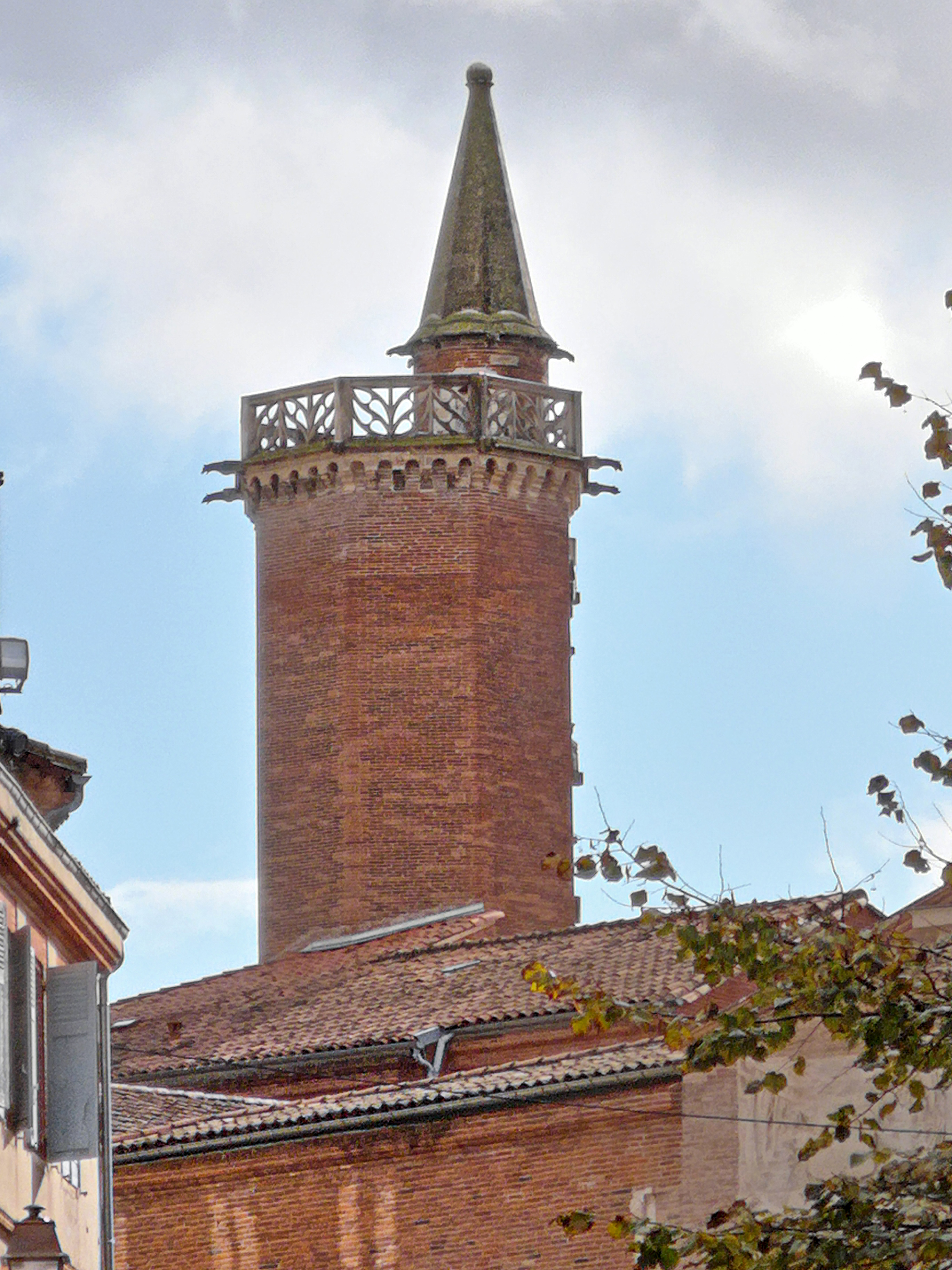
La tour gothique de l'hôtel de Bernuy.
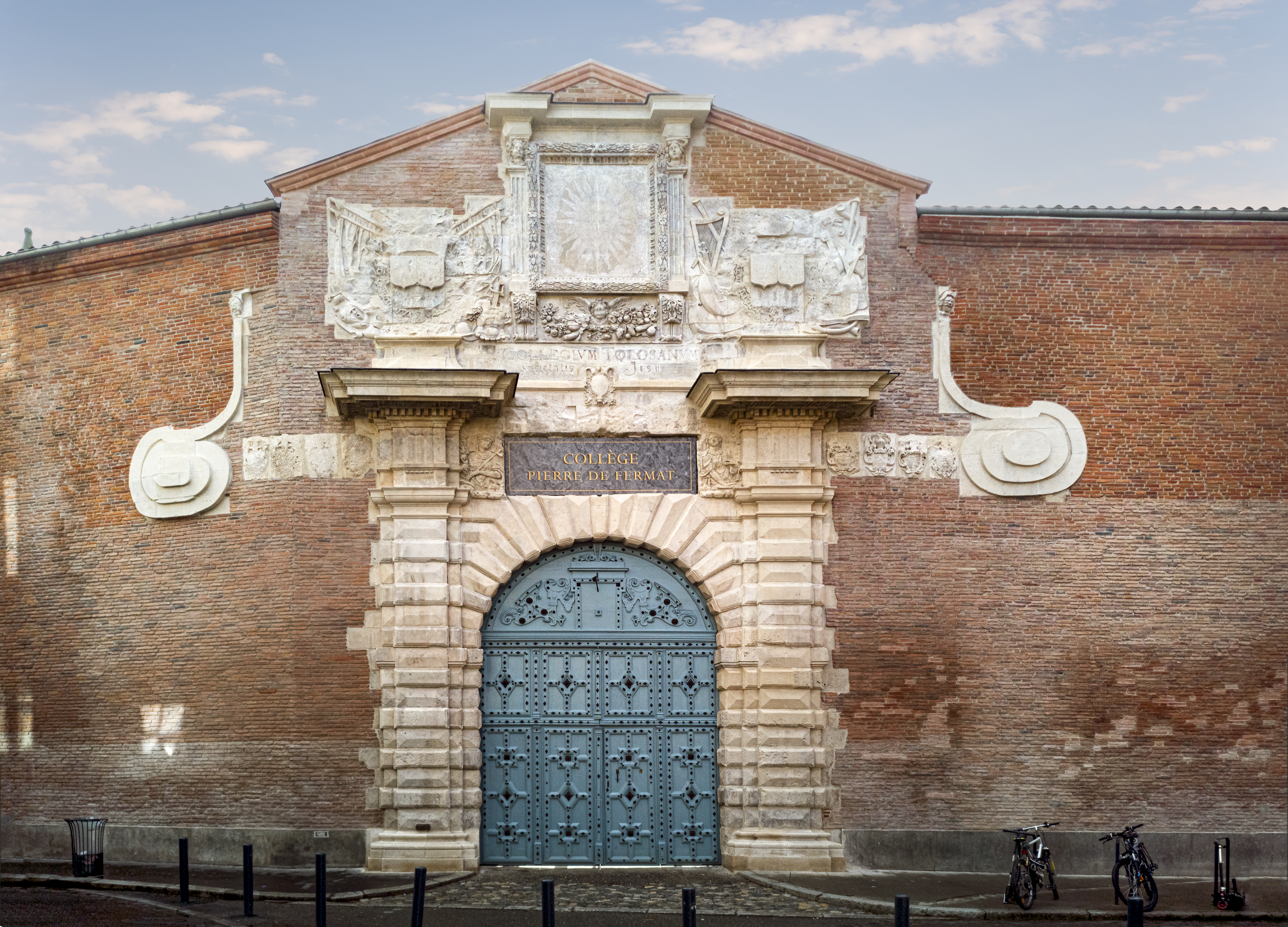
Le portail d'honneur de l'ancien collège des Jésuites.
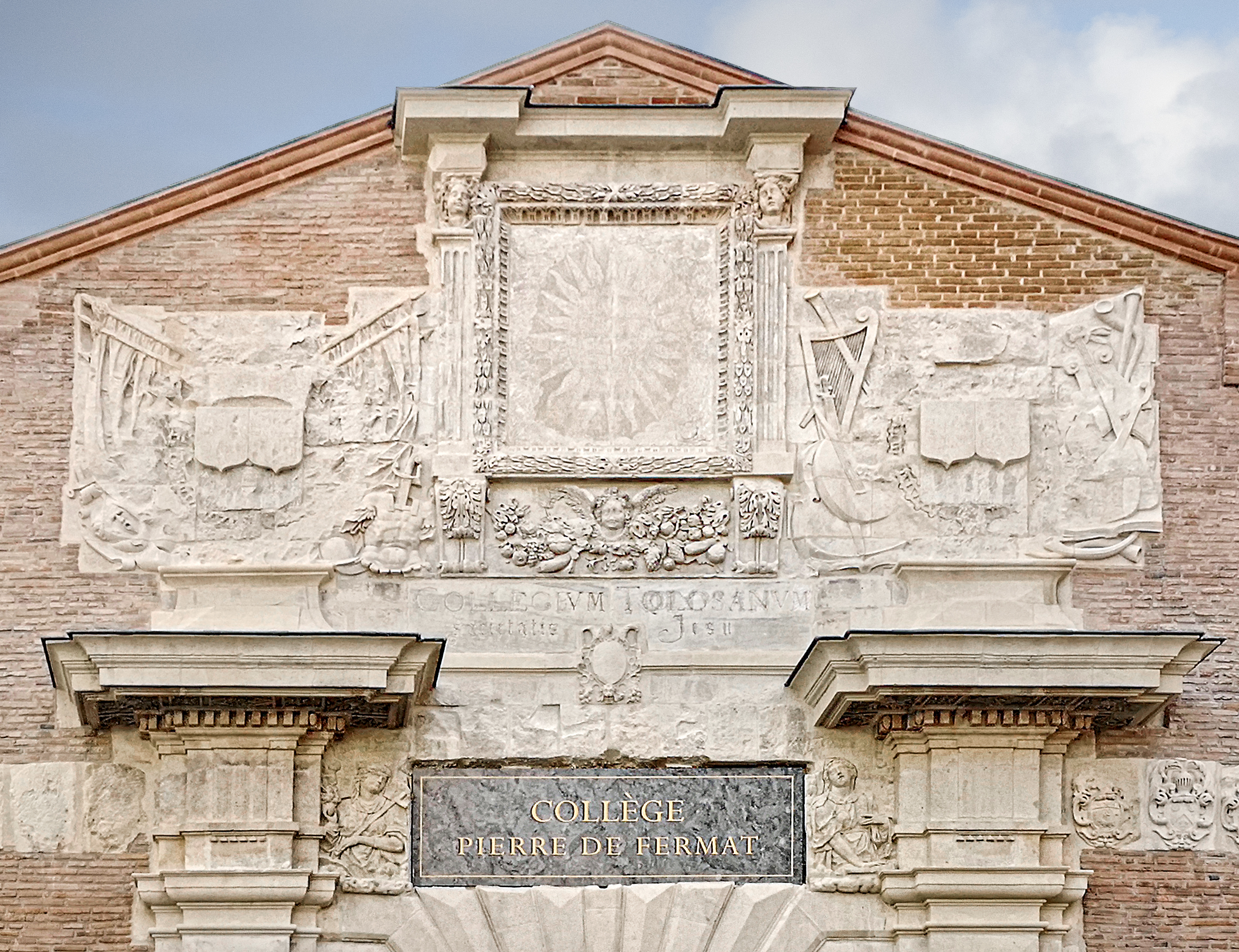
Détail du fronton.

### Immeubles
- no  2 : immeuble en corondage. 
L'immeuble, construit au XIXe siècle, compte trois travées et s'élève sur deux étages. Le pan de bois, le poitrail et le hourdis sont masqués par l'enduit. Au rez-de-chaussée subsiste l'encadrement en bois et l'imposte en fer forgé de la porte. Au 1er étage, les fenêtres sont rectangulaires et couronnées d'une corniche. Le 2e étage est un ancien comble ouvert[9].

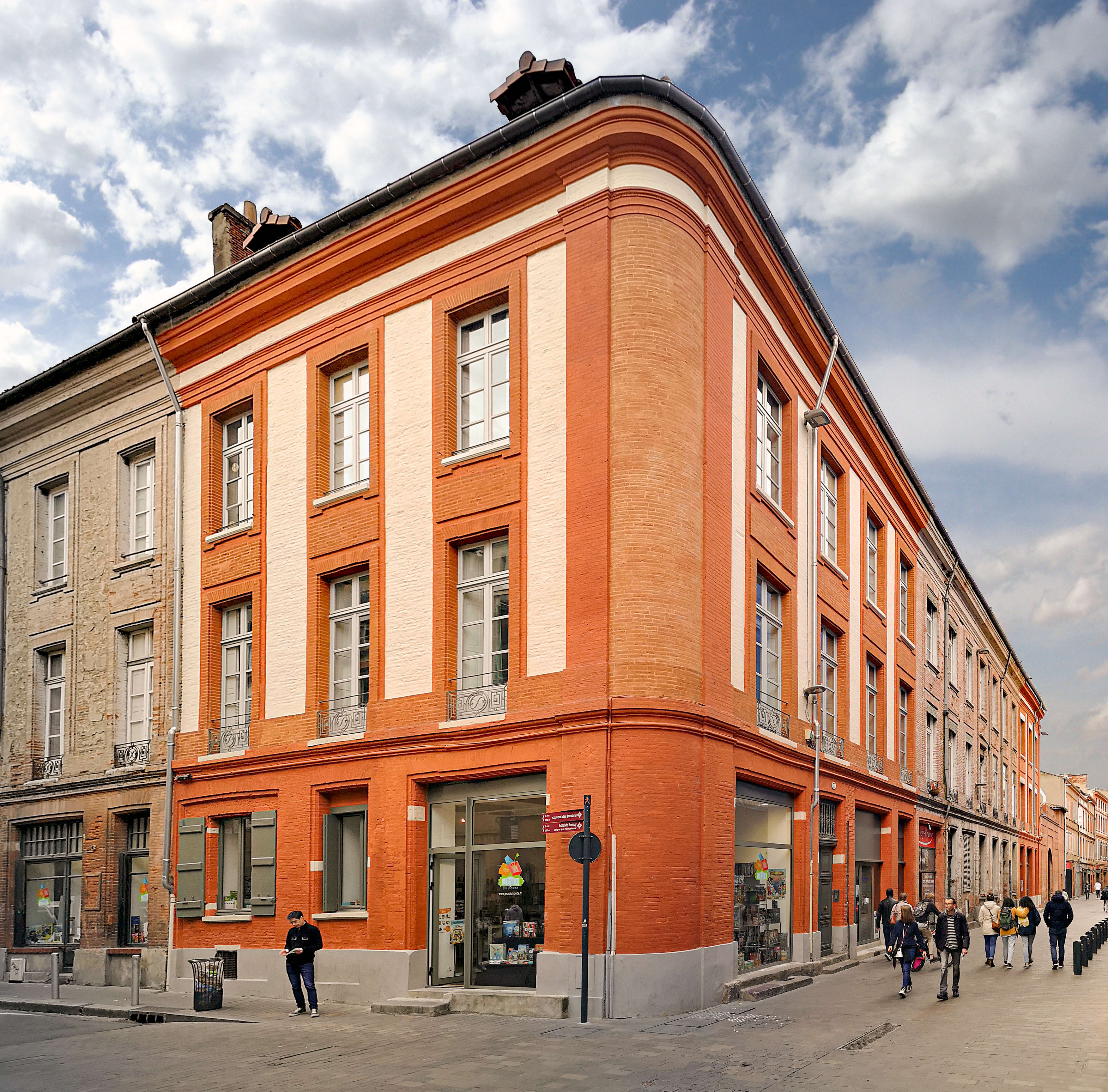
no 9-17 : immeubles Sévenes et Bibens.

- no  9-17 : immeubles Sévenes et Bibens de Lévignac. 
Au début des années 1780, probablement en 1782, les sieurs Sévenes et Bibens de Lévignac réalisent une vaste opération immobilière à l'angle des rues Pargaminières (actuels no 71 à 77) et Lakanal (actuels no 9 à 17). Le long de cette dernière rue, les cinq immeubles composent un ensemble qui s'élève sur deux étages et long de vingt travées, encadré à chaque extrémité par des pilastres colossaux de style dorique. Au rez-de-chaussée, les ouvertures de boutiques rectangulaires sont alternativement larges et étroites. Quatre d'entre elles abritent les portes piétonnes et sont surmontées d'impostes en fonte aux motifs géométriques variés. Une corniche moulurée sépare ce niveau des étages supérieurs. Aux 1er et 2e étages, les fenêtres rectangulaires ont un appui en pierre. Elles sont séparées entre les deux niveaux par un motif de table. Celles du 1er étage sont dotées de garde-corps en fer forgé. Une large corniche moulurée couronne l'élévation[10],[11],[12],[13],[14].

- no  20 : immeuble. 
L'immeuble est construit au XVIIIe siècle, à l'angle de la rue des Jacobins, qui était l'ancien chemin qui longeait le rempart gallo-romain. Le mur mitoyen avec le no 22 s'élève à l'emplacement de ce rempart[15].